# Saluzzo
Saluzzo este o comună în Provincia Cuneo, Italia. În 2011 avea o populație de 16.955 de locuitori.

## Demografie
Saluzzo - evoluția demografică

|  | Graficele sunt indisponibile din cauza unor probleme tehnice. Mai multe informații se găsesc la Phabricator și la wiki-ul MediaWiki. |

Date: Recensăminte sau birourile de statistică - grafică realizată de Wikipedia

## Personalități născute aici
- Giorgio Biandrata (1515 - 1588), medic stabilit în Alba Iulia.